# さかさまワールド
「さかさまワールド」は、GOING UNDER GROUNDのシングル。ビクターエンタテインメントのレーベルHAPPYHOUSEより2007年10月17日発売。

## 概要
メジャーデビュー後17枚目（通算20枚目）のシングルである。松田“Chabe”岳二との共同プロデュース作品。ジャケットイラストは宮尾和孝が手掛けた。初回盤にはCD-EXTRAで、2007年7月14日に行われた日比谷野外音楽堂でのライブから「胸いっぱい」と「PLANET」（『おやすみモンスター』収録）の映像が収録されている。翌月発売されたアルバム『おやすみモンスター』の先行シングルにあたり、「さかさまワールド」『おやすみモンスター』W購入キャンペーンとして両初回盤にはバンドのフットサル・チームのユニフォームが抽選で当たる抽選券が封入されていた。
タイトル曲の「さかさまワールド」についてボーカルの松本素生は、バンドに対して考えていることを形にするようメンバーに促されてこの曲を書いたといい、ドラムスの河野丈洋には「それを書くのは絶対にお前だから」「名曲でなくていい」「魂を見せてくれ」と背中を押されたと語っている。松本が「音楽っていう縛りがないと一緒にいられないなって思ったし、それでも一緒にいるっていうのはそれはそれで哀しいけど、でも同じ目線でいたい、混ざり合いたいなっていう想いを曲にした」と語るように、歌詞には幼馴染同士で結成されたバンドの関係性が投影されており、「なんで音楽をやっているのか。なんでこの5人なのか」を再確認するような作品になったという。

## 収録曲
1. さかさまワールド
（作詞・作曲：松本素生）
映画『タクミくんシリーズ そして春風にささやいて』（横山一洋監督／2007年12月22日公開）主題歌。
日向武史の漫画『あひるの空』で、登場人物が聴いている音楽として引用されている（単行本39巻所収）。
2. Holiday
（作詞・作曲：松本素生）
ライブでの本曲演奏時にキーボードの伊藤洋一の先導でファンがタオル回しをしていたが[3]、伊藤脱退後も引き続き行われている[4]。

## 収録アルバム
さかさまワールド
- おやすみモンスター
- COMPLETE SINGLE COLLECTION 1998-2008
- ALL TIME BEST〜20th STORY + LOVE + SONG〜

Holiday
- THE BOX - B-SIDE COLLECTIONに収録。